# Florencio Cornelia
Florencio Cornelia (Leiderdorp, 14 juni 1981) is een Nederlands voetballer die als aanvaller speelt.
Cornelia pendelt in zijn loopbaan tot nu toe voortdurend tussen het profvoetbal en het spelen in de zaterdaghoofdklasse bij de amateurs. In het seizoen 2000/01 was Go Ahead Eagles zijn eerste profclub. De linksbenige aanvaller bleef twee seizoenen in Deventer, waarin hij tot 6 duels en 1 doelpunt kwam. Toen hij geen nieuw contract kreeg, koos Cornelia voor Noordwijk. Na één seizoen ging hij naar Ter Leede uit Sassenheim. Daar scoorde Cornelia veel goals en dwong een nieuwe kans als prof af bij Stormvogels Telstar. In het seizoen 2004/05 scoorde hij 4 keer in 23 wedstrijden. Toch mocht hij niet blijven en keerde hij terug bij Ter Leede. Daar deed hij het wederom goed en in januari 2007 mocht hij op proef bij Fortuna Sittard. Cornelia was toen halverwege het seizoen topschutter van de Hoofdklasse A. Van trainer Frans Körver mocht hij blijven. Voor de Fortuna Sittard scoorde hij 7 goals in 15 wedstrijden in zijn eerste halve seizoen. Ook in het seizoen 2007/08 speelt en scoort hij geregeld. Toch werd hij door Henk Wisman na enkele disciplinaire incidenten uit de selectie gezet en speelde hij een half seizoen geen wedstrijd meer, omdat een transfer naar Duitsland ook uitbleef.
In de periode van 1 juni 2008 tot 31 januari 2009 speelde Cornelia voor FC Rijnvogels. Hier werd hij na enkele "incidenten" weggestuurd in de winterstop. Vanaf 24 februari 2009 speelt hij voor SC Genemuiden, uitkomend in de Zaterdag Hoofdklasse C van de zaterdagamateurs. Op dat moment stond Genemuiden op de laatste plaats van de ranglijst. Van medio 2011 tot aan het faillissement van de club op 23 maart 2012 speelde hij voor VV Young Boys.